# (65894) Echizenmisaki
(65894) Echizenmisaki est un astéroïde de la ceinture principale.

## Description
(65894) Echizenmisaki est un astéroïde de la ceinture principale. Il fut découvert le 30 janvier 1998 à Geisei par Tsutomu Seki. Il présente une orbite caractérisée par un demi-grand axe de 2,26 UA, une excentricité de 0,12 et une inclinaison de 1,3° par rapport à l'écliptique.

## Compléments